# Horst Kächele
Horst Kächele (geboren 18. Februar 1944 in Kufstein; gestorben 28. Juni 2020 in Ulm) war ein deutscher Arzt, Psychoanalytiker und Psychotherapieforscher. Er war von 1990 bis 2009 Inhaber des Lehrstuhls für Psychotherapie und ab 1997 auch Ärztlicher Direktor der Klinik für Psychosomatische Medizin und Psychotherapie der Universität Ulm. Von 1988 bis 2004 leitete er die Forschungsstelle für Psychotherapie in Stuttgart. Er wurde bekannt als Verfechter empirisch fundierter psychoanalytischer Forschung, einer manchmal auch als Ulmer Schule der Psychoanalyse bezeichneten Lehrmeinung. Seit Gründung der International Psychoanalytic University Berlin 2009 hatte Horst Kächele dort eine Professur für Forschungsmethoden inne.

## Leben
Seine psychoanalytische Ausbildung absolvierte Horst Kächele in den 70er Jahren in Ulm. Er engagierte sich für die empirische Psychotherapieforschung, die damals von der institutionalisierten Psychoanalyse noch skeptisch betrachtet wurde. Auch vertrat er die Auffassung, dass es der Psychoanalyse geschadet habe, sich vom akademischen Wissenschaftsbetrieb abzukoppeln und in eigenen Instituten zu organisieren. Kächele war in den neunziger Jahren Präsident der Society for Psychotherapy Research und förderte den Aufbau der Therapieforschung in Lateinamerika. Die Förderung der klinischen Psychoanalyse in den Nachfolgestaaten der Sowjetunion und im ehemaligen Ostblock war ein weiteres Arbeitsgebiet. Mit Helmut Thomä, seinem Vorgänger am Ulmer Lehrstuhl, verband ihn der Grundsatz, dass die Hypothesen der Psychoanalyse sich empirisch bewähren müssen. 
Mit zahlreichen Veröffentlichungen erwarben sich Thomä und Kächele internationale Anerkennung. Ihr Lehrbuch über die Psychoanalytische Therapie wurde inzwischen in mehr als zwölf Sprachen übersetzt. Andererseits provozierte die Ulmer Schule der Psychoanalyse auch Widerstand. Im Paradigma der empirischen Fundierung von Psychoanalyse, und ihrer Verwissenschaftlichung der Ausbildung sah man eine Abwendung vom klassischen Erbe.
Kächele war Herausgeber der Zeitschrift Psychotherapie Psychosomatik Medizinische Psychologie. Von 1988 bis 2004 war er Mitglied im Wissenschaftlichen Beirat der Lindauer Psychotherapiewochen. Kächele war Seniorprofessor an der International Psychoanalytic University Berlin (IPU).
In seinen Sechzigern promovierte Kächele noch einmal im Fach Psychologie „über Themen der Kommunikation“. Diese Promotion sei für ihn auch „ein Sieg über das Älterwerden“ gewesen, wie Michael B. Buchholz in seinem Nachruf mitteilte.

## Ehrungen
- 2002: Internationaler Sigmund-Freud-Preis für Psychotherapie[7]
- 2004: Mary S. Sigourney Award[8]
- 2012: Distinguished Research Career Award der Society for Psychotherapy Research (SPR)[9]
- 2015: Preis der Dr. Margrit Egnér-Stiftung

## Schriften
- Der Begriff psychogener Tod in der medizinischen Literatur, Z psychosom Med Psychoanal, 1969
- Maschinelle Inhaltsanalyse in der psychoanalytischen Prozessforschung, Ulm 1986
- Bewältigung und Abwehr, Berlin 1988
- Psychoanalytic process research strategies I. Springer, Berlin 1988
- Psychoanalytic process research strategies II. Elektronische Ressource, Ulmer Textbank 1999
- Was träumte Freud? Universitätsverlag Ulm, 1999
- Essstörungen. Therapieführer und psychodynamische Behandlungskonzepte. Hrsg. gemeinsam mit D. Munz und W. Herzog. 2. Auflage. Schattauer, Stuttgart 2003
- Klinische Bindungs-Forschung. Hrsg. gemeinsam mit Bernhard Strauß und Anna Buchheim. Schattauer Verlag, Stuttgart 2002
- Medizinische Servonen Psychosoziale, anthropologische und ethische Aspekte prothetischer Medien in der Medizin. Hrsg. mit G. Allert. Stuttgart, New York 2000, ISBN 3-7945-2079-3
- Psychoanalytische Therapie, gemeinsam mit Helmut Thomä, 3-bändiges Lehrbuch, 3., überarb. und aktualisierte Aufl., Heidelberg 2006
- From Psychoanalytic Narrative to Single Case Process Research. Hrsg. mit J. Schachter und H. Thomä. The Analytic Press, New York-London 2008